# Bogojevići
Bogojevići (en serbe cyrillique : Богојевићи) est un village de Serbie situé dans la municipalité d'Arilje, district de Zlatibor. Au recensement de 2011, il comptait 627 habitants.

## Démographie

### Évolution historique de la population
| 1948 | 1953 | 1961 | 1971 | 1981 | 1991 | 2002 | 2011 |
| ---- | ---- | ---- | ---- | ---- | ---- | ---- | ---- |
| 608  | 717  | 666  | 643  | 682  | 675  | 629  | 627  |

|  |